# Luka Racic
Luka Racic (* 8. Mai 1999 in Kopenhagen) ist ein dänischer Fußballspieler montenegrinischer Abstammung. Er ist ehemaliger Nachwuchsnationalspieler.

## Karriere

### Verein
Luka Racic wurde in der Fußballschule School of Excellence des FC Kopenhagen ausgebildet und wechselte 2018 in die Reservemannschaft des englischen Zweitligisten FC Brentford. Bereits in seiner ersten Saison beim Londoner Stadtteilklub kam er zu seinem ersten Einsatz in der Profimannschaft, als Racic beim 1:1 am 19. April 2019 im Stadtduell beim FC Millwall in der 62. Minute für Sergi Canós eingewechselt wurde. Zum Saisonende belegte der FC Brentford den elften Platz, dabei war Luka Racic zu zwei Einsätzen gekommen. Am 29. Februar 2020 gelang ihm beim 2:2 im Auswärtsspiel in der Liga gegen Cardiff City mit dem Tor zur 1:0-Führung sein erster Treffer für die Profimannschaft des FC Brentford. Nachdem er in der folgenden Saison 2019/20 lediglich in vier Ligaspielen eingesetzt wurde, verlieh ihn der Verein im Sommer 2020 an den Drittligisten Northampton Town, bei dem er verletzungs- und formbedingt jedoch nur auf sechs Ligaspiele und ab November nicht mehr zum Einsatz kam, woraufhin die Leihe Anfang Januar 2021 wieder aufgelöst wurde. Ein Jahr später wurde er ab Januar 2022 bis zum Saisonende an den dänischen Zweitligisten HB Køge ausgeliehen, bei dem er sich als Stammspieler durchsetzen konnte. Nach Ablauf der Leihdauer kehrte Racic zunächst nach Brentford zurück, ehe ihn im August 2022 der dänische Zweitligist SønderjyskE Fodbold verpflichtete. Ein Jahr später wechselte er zum kroatischen Erstligisten NK Slaven Belupo Koprivnica.

### Nationalmannschaft
2014 und 2015 absolvierte Luka Racic zwei Testspiele für die dänische U16-Elf. Von 2015 bis 2016 spielte er in der U17-Nationalmannschaft Dänemarks und nahm an der Europameisterschaft 2016 in Aserbaidschan teil, wo er zu drei Einsätzen kam und mit seiner Mannschaft nach der Gruppenphase ausschied. Für diese Altersklasse absolvierte Racic insgesamt sieben Einsätze. 2016 und 2017 absolvierte er drei Einsätze für die U18-Mannschaft von Dänemark und in der Folge bis 2018 zwölf für die U19-Nationalmannschaft der Dänen, mit denen er an der Qualifikation für die Europameisterschaft 2018 in Finnland teilnahm. Von 2018 bis 2019 bestritt Racic vier Partien mit der U20 Dänemarks und kam Anfang 2020 noch in einem Spiel der U21-Nationalmannschaft Dänemarks zum Einsatz.

## Sonstiges
Der Fußballtorhüter Filip Djukic ist ein entfernter Verwandter von Luka Racic.